# Tempeljski kompleks Bulguksa
Tempeljski kompleks Bulguksa (korejsko 불국사) je budistični tempelj na hribu Tohamsan v okrožju Džinhjon-dong, Gjongdžu, provinca Severni Gjongsang, Južna Koreja.
Je glavni tempelj reda džogje korejskega budizma in vsebuje šest nacionalnih zakladov, vključno s kamnitima pagodama Dabotap in Sokgatap, Čongun-gjo (most Modri oblak) in dvema pozlačenima bronastima kipoma Bude. Tempelj je južnokorejska vlada uvrstila med zgodovinske in slikovite znamenitosti št. 1. Leta 1995 sta bila Bulguksa in bližnja jama Sokguram dodana na seznam svetovne dediščine UNESCO.
Tempelj velja za mojstrovino zlate dobe budistične umetnosti v kraljestvu Sila. Trenutno je glavni tempelj 11. okrožja reda džogje korejskega budizma.
Med najstarejšimi lesoreznimi odtisi na svetu je bila leta 1966 tam najdena različica Dharani sutre, datirana med letoma 704 in 751. Budistično besedilo je bilo natisnjeno na zvitku iz murvinega papirja velikosti 8 cm × 630 cm.

## Zgodovina
Zapisi templja navajajo, da je bil na tem mestu leta 528 pod kraljem Bophungom zgrajen majhen tempelj. Samguk Jusa zapisuje, da je bil sedanji tempelj zgrajen leta 751 pod kraljem Gjongdokom, gradnjo pa je začel glavni minister Kim Desong, da bi pomiril duhove svojih staršev. Stavbo je leta 774 dokončal kraljevi dvor Sila po Kimovi smrti in ji dal sedanje ime Bulguksa (Tempelj Budove dežele).
Tempelj je bil obnovljen med dinastijo Gorjo in zgodnjo dinastijo Čoson. Med vojnami Imdžin so lesene stavbe požgali do tal. Po letu 1604 se je začela obnova in širitev Bulguksa, sledilo pa je približno 40 prenov do leta 1805.
Po drugi svetovni vojni in korejski vojni je bila leta 1966 izvedena delna obnova. Po obsežni arheološki preiskavi je bila med letoma 1969 in 1973 po ukazu predsednika Park Čung Heja izvedena večja obnova, s katero je Bulguksa dobila sedanjo obliko. Znane kamnite strukture so ohranjene iz prvotne gradnje Sila.
Hjun Džin-gon je objavil zgodovinski roman o gradnji pagod Sokgatap in Dabotap, ki sta bili osnova za južnokorejski dramski film Pagoda brez senc iz leta 1957.

## Zgradba
Tempelj stoji na pobočjih Tohamsana v Džinhon-dongu v Gjongdžuju.
Vhod v tempelj Sokgjemun ima dvodelno stopnišče in most (nacionalni zaklad št. 23), ki vodi v notranjost tempeljskega kompleksa. Stopnišče je visoko 33 stopnic, kar ustreza 33 stopnicam do razsvetljenja. Spodnji del, Čongungjo (Most modrih oblakov), je dolg 6,3 metra in ima 17 stopnic. Zgornji del, Begungjo (Most belih oblakov), je dolg 5,4 metra in ima 16 stopnic. Stopnišče vodi do Džahamuna (Vrata vijolične megle).
Na templju sta dve pagodi, kar je nenavadno. Trinadstropna Sokgatap (Pagoda Šakjamuni), ki meri 8,2 metra, je tradicionalna kamnita pagoda v korejskem slogu s preprostimi linijami in minimalnimi detajli. Sokgatap je stara več kot 13 stoletij. Dabotap (Pagoda mnogih zakladov) je visoka 10,4 metra in posvečena Budi mnogih zakladov, omenjenemu v Lotosovi sutri. Za razliko od Sokgatapa je Dabotap znana po svoji zelo bogato okrašeni strukturi. Njena podoba je reproducirana na južnokorejskem kovancu za 10 vonov. Dabotap in Sokgatap sta korejska nacionalna zaklada št. 20 in 21.
Zemeljsko in dve nebesni bivališči se manifestirata v Bulguksi: zemeljsko s Sutro Lotosa Bude Šakjamunija, nebeško pa s Sutro Avatamske Bude Amitabhe. Veliko tempeljsko območje je osredotočeno na dve dvorišči. Eno od dvorišč je osredotočeno na Daeungdžon, dvorano, v kateri je Buda Šakjamuni. Drugo je osredotočeno na Gungnakdžon, rajsko dvorano, kjer je Most sedmih zakladov Čilbogjo.
Deungdžon (대웅전,大雄殿), Dvorana velikega razsvetljenja, je glavna dvorana. Dabotap in Sokgatap stojita pred to dvorano. Dvorana hrani Bude Šakjamunija in je bila prvič zgrajena leta 681. Za glavno dvorano stoji Musoldžon (무설전,無說殿), Dvorana brez besed. Ta dvorana je dobila ime po prepričanju, da se Budovih naukov ni mogoče naučiti zgolj z besedami. Je ena najstarejših stavb v kompleksu in je bila verjetno prvič zgrajena leta 670. Gvanumdžon (Avalokitešvarovo svetišče, 관음전, 觀音殿) hrani podobo Avalokitešvare, Bodhisatve Popolnega sočutja, in stoji na najvišji točki kompleksa. Birodžon (Dvorana Bude Vairocana, 비로전, 毘盧殿), ki je pod Gvanumdžonom, hrani nacionalni zaklad št. 26, medtem ko Guknakdžon (Dvorana Najvišje blaženosti, 극락전), ki stoji v bližini glavnega kompleksa, hrani pozlačenega bronastega Bude, ki je nacionalni zaklad št. 27.
- Zemljevid glavnega kompleksa
- Deungdžon, Glavna dvorana
- Musoldžon, Dvorana brez besed
- Gugnakdžon, Dvorana Vrhovne blaženosti
- Gvanumdžon, Avalokitešvarovo svetišče
- Birodžon

## Uradni zakladi

### Nacionalni zakladi št. 20 in 21
Dve slavni kamniti pagodi, Dabotap in Sokgatap, sta na glavnem dvorišču templja Bulguksa. Sta dvajseti oziroma enaindvajseti nacionalni zaklad Koreje in sta bili razglašeni 20. decembra 1962.

### Nacionalni zaklad št. 22
Jonhvagjo (Most lotosovega cveta, 연화교,蓮華橋) in Čilbogjo (Most sedmih zakladov, 칠보교,七寶橋) sta par mostov v Bulguksi. Ta mostova sta bila 20. decembra 1962 razglašena za 22. nacionalni zaklad. Mostova vodi do Anjangmuna (Vrata miru, 안양문, 安養門) in Guknakdžona (Dvorane Čiste dežele). Ta dva mostova sta bila zgrajena hkrati z njunima bratoma, Nacionalnim zakladom št. 23.
Ta dva mostova imata enak 45-stopinjski naklon, spodnji lok in kombinacijo mostu/stopnišča. Vendar pa je ena opazna razlika ta, da je ta most manjši. Spodnji most Lotosovega cveta ima 10 stopnic, zgornji most Sedem zakladov pa 8. Ta most je na zahodu glede na mostova Modri oblak in Beli oblak. Most Lotosovega cveta je znan po svojih nežnih rezbarijah lotosovih cvetov na vsaki stopnici, vendar so te pod težo številnih romarjev zbledele. Danes je obiskovalcem hoja po mostovih prepovedana.

### Nacionalni zaklad št. 23
Mostova Čongungjo (Most modrih oblakov, 청운교, 靑雲橋) in Begungjo (Most belih oblakov, 백운교, 白雲橋) templja Bulguksa sta dva mostova, ki sta del stopnišča, ki vodi do templja. Mostova sta bila verjetno zgrajena leta 750 med vladavino kralja Gjongdoka. Čeprav sta bila zgrajena ločeno, sta skupaj označena kot en sam nacionalni zaklad. 20. decembra 1962 sta bila označena kot 23. nacionalni zaklad.
Most modrih oblakov predstavlja zgornji del stopnišča, most belih oblakov pa spodnji del. Mostova vodita do Džahamuna (Zlata vijolična vrata, 자하문, 紫霞門), ki vodijo do dvorane Šakjamuni. Na stopnišču, ki se nagiba pod kotom 30 stopinj, je 34 stopnic. Zgornji most Modri oblak ima šestnajst stopnic, spodnji most Beli oblak pa osemnajst. Velik lok pod stopniščem priča o uporabi lokov v mostovih v slogu Sila.

### Narodni zaklad št. 26
Narodni zaklad št. 26 (korejsko 경주 불국사 금동비로자나불좌상, handža 慶州 佛國寺 金銅毘盧遮那佛坐像, Gjongdžu Bulguksa gumdong birodžana buldžvasang), imenovan 20. decembra 1962, je sedeč pozlačen bronast kip Vairocana Bude v templju Bulguksa.
Buda razsvetljenja je zapisan v Birodžonu. Visok je 1,77 metra in izdelan iz pozlačenega brona. Glava Bude ima usnišo (izboklina na vrhu glave), simbol najvišje modrosti. Budova glava je bila narejena z zlivanjem dveh lupin, obraz pa je podolgovat in mehak. Budova oblačila so zelo podrobna, simulacija prepognjene tkanine, ki se valovi od rame do kolen, pa je narejena z veliko spretnostjo. Budove roke so v položaju, kjer desni kazalec pokriva leva roka, kar se pogosto uporablja za simbolizacijo Bude razsvetljenja. Zaradi slogovnih dokazov, vključno s preširokim kolenom in pomanjkanjem napetosti v upodobitvi Budovih oblačil in obraza, naj bi figura izvirala iz 9. stoletja.

### Narodni zaklad št. 27
Sedeči pozlačeni bronasti kip Bude Amitabhe v templju Bulguksa je narodni zaklad št. 27. (korejsko 경주 불국사 금동아미타여래좌상, handža 慶州 佛國寺金銅阿彌陀如來坐像, Gjongdžu Bulguksa gumdong amita joraedžvasang) in je bil imenovan 20. decembra 1962.
Kip Bude Amitabhe je visok 1,66 metra in je zapisan v Guknakdžonu. Ta pozlačen bronasti kip je bil verjetno ulit konec 8. ali v začetku 9. stoletja in ima podoben slog kot kip Narodnega zaklada št. 26. Glava kipa je narejena z združitvijo dveh školjkastih kosov. Obraz ima izrazito orlov nos. Buda ima široka ramena in močne prsi, veliko naročje pa daje figuri občutek proporcionalne harmonije in stabilnosti. Slog oblačila se zdi bolj stiliziran in naključen. Položaj leve roke je dvignjen v višini ramen z dlanjo naprej, desna roka pa je položena v naročje. Zdi se, da slog Bude sledi abstraktni in stilizirani tradiciji in ne predstavitvi realizma.

### Zaklad št. 61
Ta pagoda sarira (사리탑) ali stupa je videti kot kamnita svetilka. Visoka je 2,1 metra in stoji na levi strani sprednjega vrta Birodžona. Artefakt je bil nekoč leta 1906 odpeljan na Japonsko, a je bil vrnjen leta 1933. Izvira iz dinastije Gorjo, vendar kaže vpliv umetnosti dinastije Sila.
Sarira je posoda za relikvije ali posmrtne ostanke znanih duhovnikov ali kraljevske družine. Pravijo, da je ta sarira vsebovala posmrtne ostanke osmih duhovnikov ali kraljice. Tri glavne značilnosti kosa so temeljni kamen, glavni del in okrasni vrh. Temelj je osmerokotni kamen, okrašen z rezbarijami. Na vrhu tega temelja je okrogel kamen, vrezan z motivi lotosa. Stebri glavnega dela so izrezljani z motivom oblakov, medtem ko je glavni del valjaste oblike in ima štiri basreliefe Bude in bodhisatev, ki jih spremljajo cvetlični motivi. Vrh pagode ima dvanajst stranic, ki se stikajo v šesterokotno obliko.